# 大悅城地產

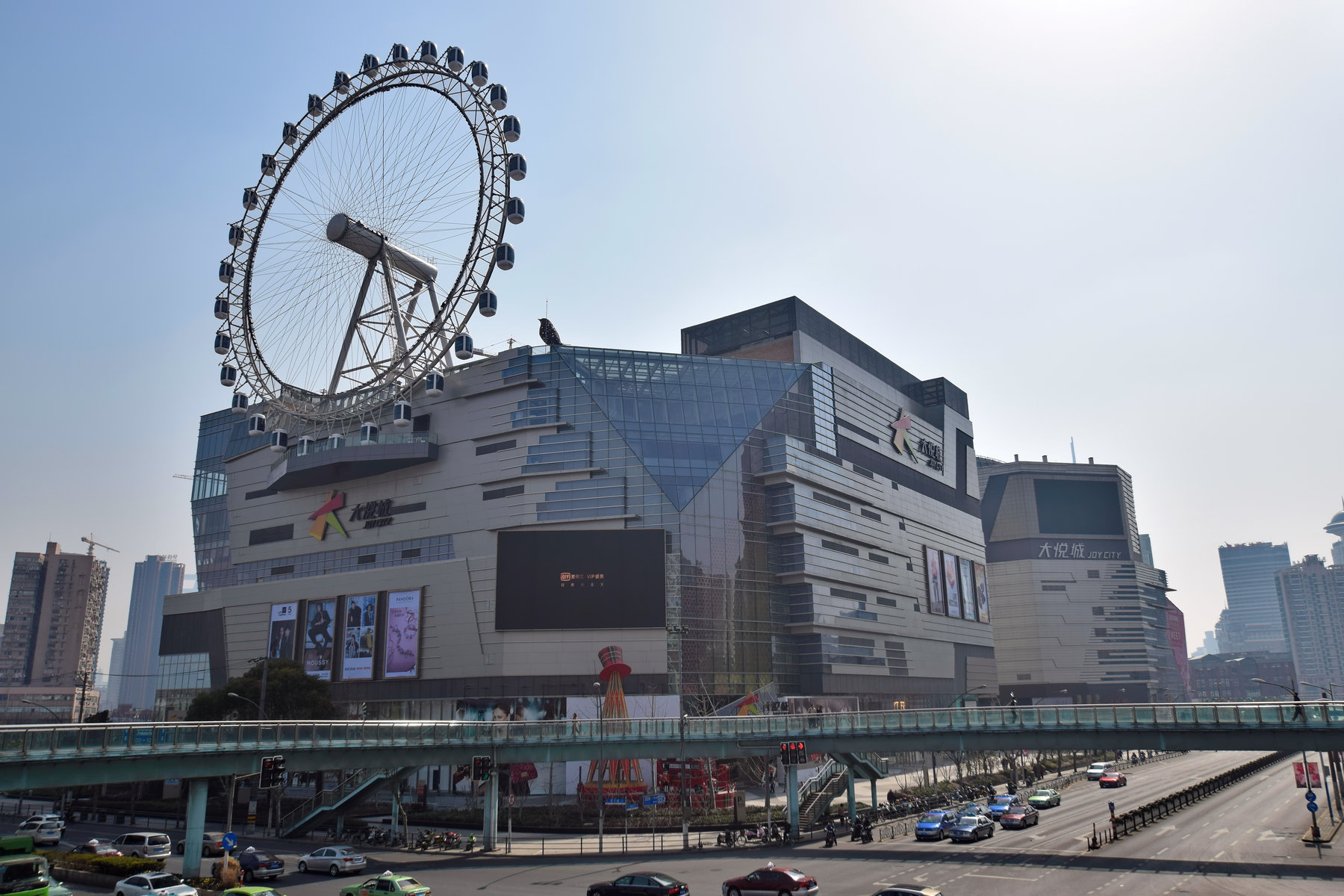
上海静安大悦城

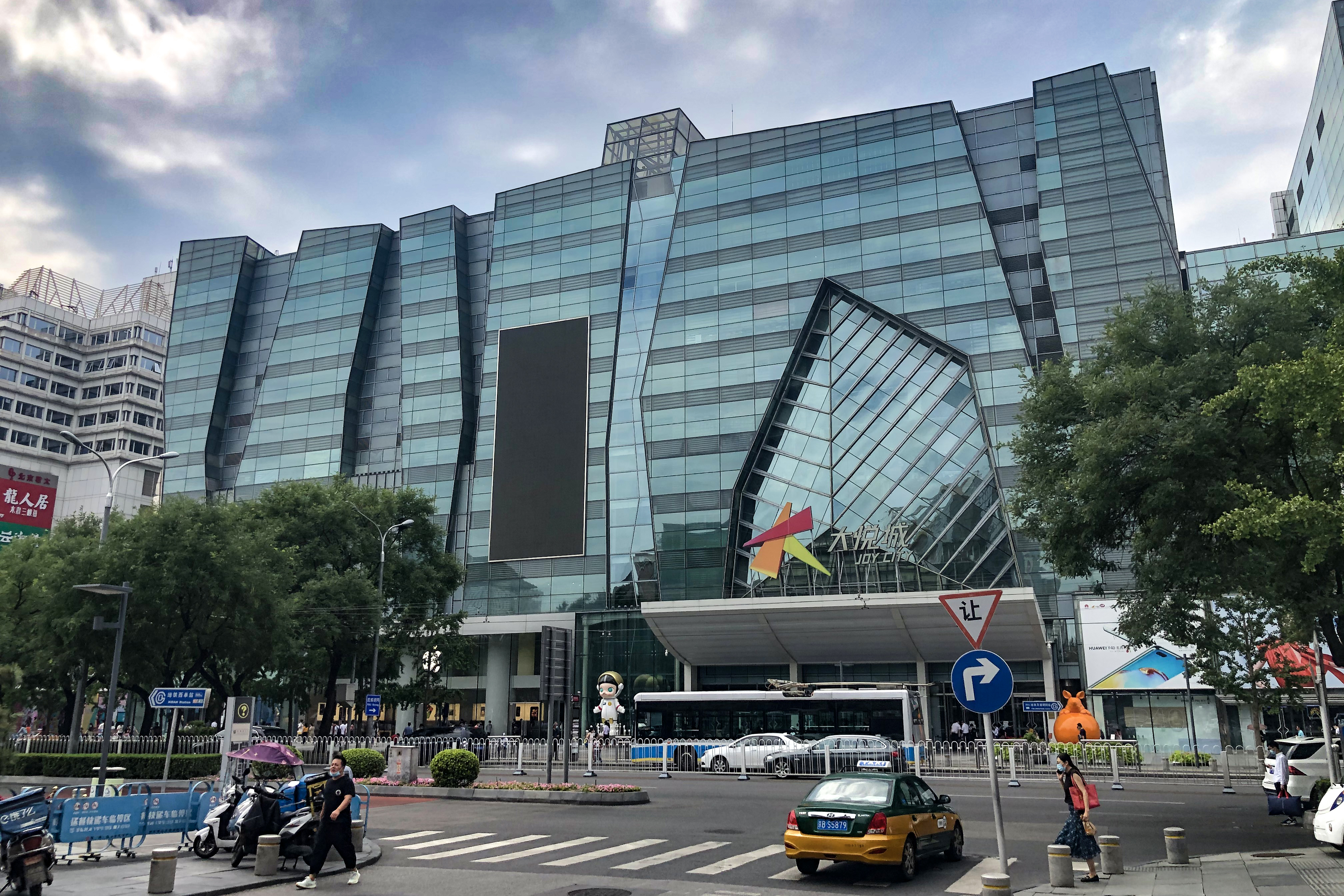
北京西单大悦城

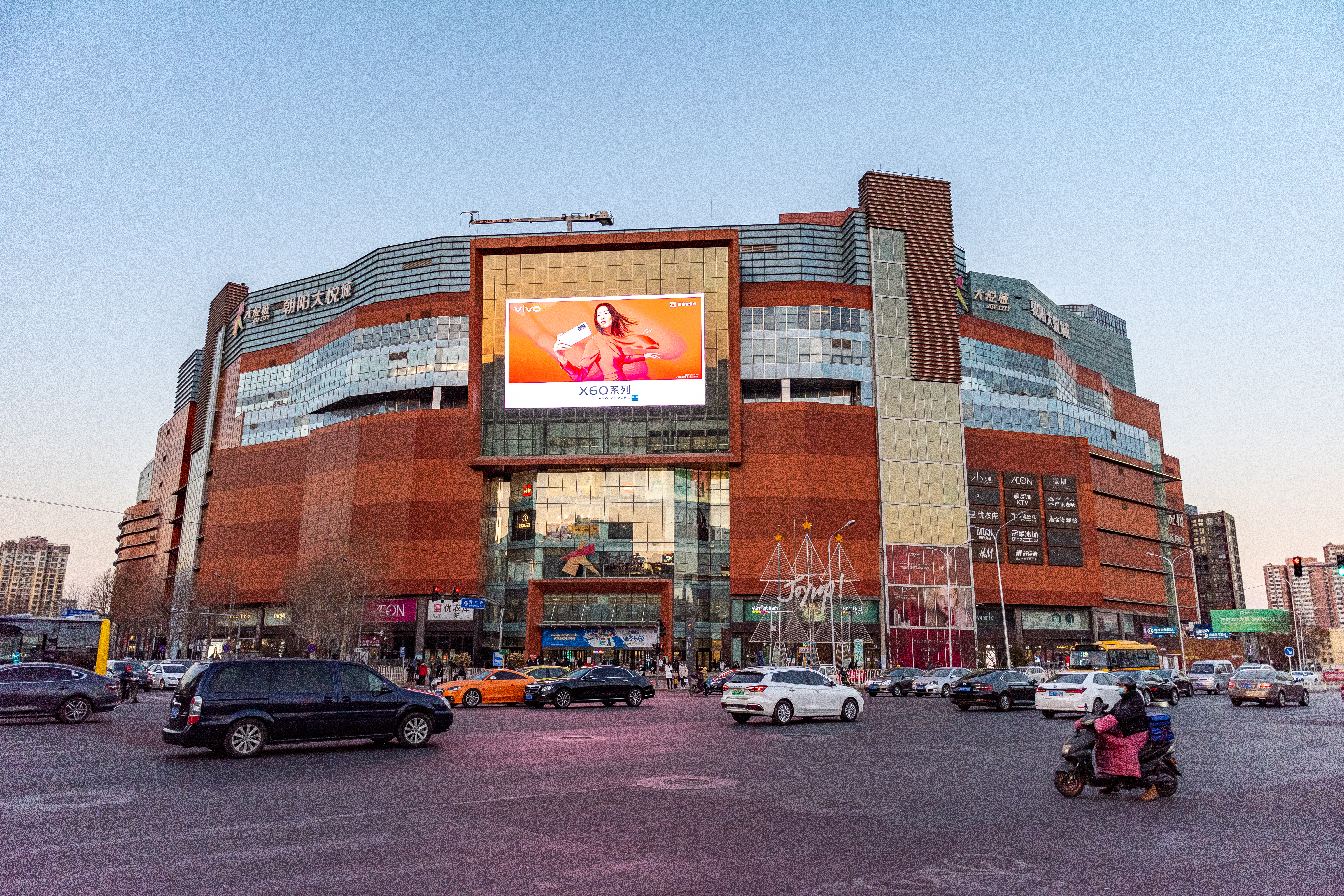
北京朝阳大悦城

大悅城地產有限公司（英語：Joy City Property Limited），簡稱大悅城地產。公司舊名為明仁企業投資（簡稱明仁企業）、僑福建設企業機構（簡稱僑福建設）和中糧置地控股有限公司（簡稱中糧置地）。
自公司被央企中糧集團收購控股權，大悅城地產被視為紅籌股之一。

## 历史

### 明仁企業
明仁企業投資股份有限公司（英語：Ming Ren Investment & Enterprises Limited）於1973年3月6日成為上市公司，1992年遷冊百慕大，新母公司名為。1991年，「明仁企業投資」旗下的明仁船務，獲得來往香港（中港城或港澳碼頭）至深圳黃田機場（現名深圳宝安国际机场）的水上客運服務的專營權。香港註冊的「明仁企業投資」於1997年（英文名於1996年改為）改名「僑福物業發展有限公司」，但仍為上市公司「明仁」（當時已改名「僑福建設企業機構」）的子公司。

### 僑福建設
1990年代，黃周旋收購明仁。於1993年，將公司改名（沒有法律效力的中文名為「僑福建設企業機構」），並注入陽明山莊單位作為資產。公司總部曾位於香港島大潭水塘道88號（即陽明山莊）。當出售大部分陽明山莊後，公司主要資產變更為剩餘的投資物業、現金等:19，成為殼股。董事會方面，非獨立董事全是黃周旋家族成員，例如黃健華、黃又華、黃幼華和黃德華四兄弟:6。截至2012年3月31日，四兄弟亦透過、及個人持股，合共擁有僑福建設73.6%股權:13。

### 中糧置地 / 大悅城地產
2012年7月，中糧集團旗下的中糧香港，透過「得茂有限公司」，以約3.62億港元，向黃周旋家族收購僑福建設73.5%股份，並觸發香港證監會《收購守則》的條文，中糧香港需要向僑福建設的其他股東，以每股0.92港元提出收購。
截至2017年12月31日，上市公司香港總辦事處位於香港島銅鑼灣告士打道262號中粮大厦（前稱：鵬利中心）33樓，註冊辦事處位於百慕大哈密尔顿:284。現任董事會主席為周政:284。
2013年9月23日，僑福建設以總代價141.67億港元向姊妹公司「中糧置地有限公司」收購多项中港商业物业，共9個項目的多數權益，與另外3個項目的小數權益。收購完成後，僑福亦將改名為「中糧置地控股有限公司」（英語：COFCO Land Holdings Limited），簡稱「中糧置地」。中糧置地控股將按不低於2港元的配售價:10，向中糧香港的全資子公司「得茂有限公司」（同時是僑福建設、中糧置地有限公司的母公司）配發1.23億股普通股及69.61億股可轉換優先股，及向專業及機構投資者配售不超過23.20億股普通股:2，假設機構投資者悉數認購配售股份，及優先股並未轉換為普通股，中糧香港擁有的中糧置地控股的股權，將由69.27%增至75%:13。其後，僑福建設公告稱有關物業的估值由原先141.67億港元升至逾187億港元。
2014年，中糧置地控股有限公司改名「大悅城地產有限公司」:2，以配合上市公司經營的同名商場系列「大悅城」，例如西单大悦城、瀋陽大悅城、朝陽大悅城、上海静安大悅城、天津大悅城、煙台大悅城、成都大悅城等等:4-5。其中朝阳大悦城、上海静安大悦城、西安大悦城根据中国购物中心等级评价标准2019年评定为国家五星购物中心。
2016年11月，大悅城地產以不超過13.95億元人民幣收購上海普陀區長風景畔廣場。
自2016年，中糧集團展開系內重組，而旗下上市子公司中粮地产自2017年7月22日開始停牌，以筹划重大事项。2018年3月31日，中粮地产公告將收購大悅城地產的控股權，變相將中粮地产與大悅城地產，由姊妹公司合併為子母公司。2018年10月，中证监一度否決中粮地产對大悅城地產的收購案。2019年，大悅城地產宣佈轉讓已完成。